# Ténado
Ténado – miasto w Burkinie Faso, w Prowincji Sanguié. Według danych szacunkowych na rok 2010 liczy 20 210 mieszkańców.